# Enrique Padilla
Enrique Padilla (* 12. Juni 1890; † unbekannt) war ein argentinischer Polospieler.

## Erfolge
Bei den Olympischen Spielen 1924 in Paris gehörte Enrique Padilla neben Arturo Kenny, Juan Miles, Jack Nelson und Guillermo Naylor zur argentinischen Polomannschaft, die ihre vier Partien gegen die Vereinigten Staaten, Großbritannien, Spanien und Frankreich allesamt gewann und damit Olympiasieger wurde. Dabei kam Padilla in sämtlichen Partien zum Einsatz.
Als Mitglied des Hurlingham Clubs gewann er sowohl 1926 als auch 1929 die argentinischen Meisterschaften. 1926 war er dabei Teil der Mannschaft, die als erste den Wettbewerb gewann und ausschließlich aus in Argentinien geborenen Spielern bestand. Außerdem gehörte er 1922 und 1933 zur siegreichen Mannschaft bei den Tortugas Open.
Padilla, der Oberst in der argentinischen Armee war, übte zeitweise das Amt des Vizepräsidenten des argentinischen Poloverbandes aus.